# Südafrikanische Badmintonmeisterschaft 1955
Die Südafrikanische Badmintonmeisterschaft 1955 fand in Johannesburg statt. Es war die fünfte Austragung der nationalen Titelkämpfe im Badminton in Südafrika.

## Titelträger
| Disziplin    | Sieger                     |
| ------------ | -------------------------- |
| Herreneinzel | C. J. Read                 |
| Dameneinzel  | B. Mare                    |
| Herrendoppel | B. T. Brownlee D. Anderson |
| Damendoppel  | B. Bayne Florrie Kennedy   |
| Mixed        | C. Read B. Mare            |